# Reed Gresham Landis
Reed Gresham Landis (ur. 17 lipca 1896 w Ottawie, zm. 30 maja 1975 w Hot Springs) – amerykański as myśliwski z czasów I wojny światowej. Osiągnął 12 zwycięstw powietrznych.
Reed Gresham Landis urodził się w Ottawie w stanie Illinois. Był synem Kenesaw Mountain Landisa sędziego federalnego.
Do USAAS wstąpił w roku 1917. Po przejściu szkolenia został przydzielony do jednostki brytyjskiej No. 40 Squadron RAF działającej na froncie we Francji w celu dalszego szkolenia. W jednostce przebywał od 8 maja roku do 19 sierpnia 1918. Pierwsze zwycięstwo powietrzne odniósł 8 maja pilotując Sopwith Camel nad samolotem Pfalz D.III w okolicach Vitry en Artois.
Po osiągnięciu 12 potwierdzonych zwycięstw powietrznych 23 sierpnia został przeniesiony do amerykańskiej eskadry myśliwskiej 25 Aero, wchodzącej w skład 4th Pursuit Group, na stanowisko dowódcy. Funkcję swą pełnił do 18 listopada 1918 roku.
Za swoje osiągnięcia bojowe w czasie I wojny światowej Reed Landis został odznaczony amerykańskim Krzyżem za Wybitną Służbę (Distinguished Service Cross) oraz brytyjskim Zaszczytnym Krzyżem Lotniczym (Distinguished Flying Cross).